# تبعید (ترانه تیلور سوئیفت)
«تبعید» (به انگلیسی: Exile) ترانه ای از تیلور سوئیفت خواننده و ترانه‌نویس آمریکایی است که با گروه آمریکایی بن ایور برای هشتمین آلبوم استودیویی سوئیفت با نام فولکلور (۲۰۲۰) پخش شده‌است. این ترانه توسط سوئیفت، ویلیام بوری و جاستین ورنون نوشته شده و توسط آرون دسنر تهیه شده‌است. این ترانه در ۳ اوت ۲۰۲۰ توسط ریپابلیک رکوردز به عنوان دومین تک آهنگ از این آلبوم در کلیه ایستگاه‌های رادیویی سرویس داده شد. «تبعید» یک تصنیف دوتایی است که توسط پیانو آویز، رشته‌های چرخاننده و هارمونی‌های افزایش یافته هدایت می‌شود.
پس از انتشار، «تبعید» تحسین منتقدان موسیقی را دریافت کرد، که از شیوه آواز دو نفره تمجید کردند.(تبعید) در شصت و سومین دوره جوایز گرمی نامزد بهترین اجرای دوتایی/گروهی پاپ است. این آهنگ در شماره شش در ۱۰۰ آهنگ داغ بیلبورد ایالات متحده آغاز شد و به بیست و هشتمین ده رده برتر سویفت و اولین هجدهمین دوره برتر دهم در جدول برای بن ایور تبدیل شد.